# Ренье, Жереми
Жереми Ренье (фр. Jérémie Renier; род. 1981) — бельгийский актёр театра и кино. Сейчас живёт в Париже.

## Биография
Жереми Ренье родился 6 января 1981 года в Брюсселе. Он младший из четырёх детей в семье: у него есть две сестры и старший единокровный брат актёр Янник Ренье. Жереми посещал театральные курсы и учился в цирковом училище в Брюсселе. В десять лет сыграл свою первую роль на экране в комедии «Семь смертных грехов» (Les Péchés capitaux). Первой работой на сцене была роль Пиноккио в Королевском театре в Монсе, спектакль также демонстрировался на бельгийском телевидении.
В драме «Обещание» Жереми Ренье исполнил роль Игоря, сына бизнесмена и мошенника, который безжалостно использует нелегальных иммигрантов. Из ранних ролей актёра также примечательна работа в драме Франсуа Озона «Криминальные любовники», где Ренье сыграл подростка, который вместе со своей подругой Алисой убивает одноклассника Саида.
Затем последовала серия телевизионных постановок. В этот период творческой деятельности актёра из ряда ролей выделяется работа в военной драме «Любовь, о которой молчат», фильме о жизни геев во время фашистской оккупации Парижа в годы Второй мировой войны. В 2005 году актёр возобновил сотрудничество с братьями Жан-Пьером и Люком Дарденнами. Роль амбициозного и полного энтузиазма менеджера одной из динамично развивающихся компаний в драме «Жестокость обменов в умеренной среде» (Violence des échanges en milieu tempéré) принесла ему номинацию на премию «Сезар». В том же году актёр был номинирован на премию Европейской академии кино European Film Awards. Одной из ярких работ в кино в 2005 году стала роль молодого отца, который зарабатывает деньги на мелких кражах, в драме «Дитя». Фильм стал призёром многих фестивалей и получил Золотую пальмовую ветвь на Каннском кинофестивале.
В 2006 актёр был награждён призом Жана Габена.

## Фильмография
| Год       |     | Русское название                     | Оригинальное название                        | Роль            |
| --------- | --- | ------------------------------------ | -------------------------------------------- | --------------- |
| 1992      | ф   | Семь смертных грехов                 | Les sept péchés capitaux                     |                 |
| 1994—1995 | с   | Секретные материалы-2                | The X-Files (season 2)                       |                 |
| 1996      | ф   | Обещание                             | La promesse                                  | Игорь           |
| 1999      | ф   | Криминальные любовники               | Les amants criminels                         | Люк             |
| 2000      | ф   | Дочери короля                        | Saint-Cyr                                    | Франсис         |
| 2000      | ф   | Притворитесь, что меня здесь нет     | Faites comme si je n'étais pas là            | Эрик            |
| 2000      | кор | Фетишист                             | Le fétichiste                                | Жюльен          |
| 2001      | ф   | Братство волка                       | Le Pacte des loups                           | Томас Дапшер    |
| 2001      | тф  | Мать наркомана                       | Mère de toxico                               | Поль            |
| 2001      | ф   | Порнограф                            | Le pornographe                               | Жозеф           |
| 2002      | ф   | Война в Париже                       | La guerre à Paris                            | Жюль            |
| 2002      | тф  | Жан Мулен                            | Jean Moulin                                  | Дидо            |
| 2002      | ф   | Третий глаз                          | Le troisième oeil                            | Мишель          |
| 2003      | тф  | Сын нашего времени                   | Un fils de notre temps                       | сын             |
| 2003      | ф   | На индийской территории              | En territoire indien                         | Седрик          |
| 2003      | ф   | Жестокость обменов в умеренной среде | Violence des échanges en milieu tempéré      | Филипп Сенье    |
| 2004      | ф   | Профессионалы                        | San-Antonio                                  |                 |
| 2004      | кор | Ты, старина                          | Toi, vieux                                   | Жереми          |
| 2004      | ф   | Мост искусств                        | Le pont des Arts                             | Седрик          |
| 2004      | тф  | На экране два года спустя            | À cran, deux ans après                       | Венсан          |
| 2004      | тф  | Маленькая Фадетта                    | La petite Fadette                            | Ландри Барбо    |
| 2005      | тф  | Любовь, о которой молчат             | Un amour à taire                             | Жан             |
| 2005      | ф   | Кавалькада                           | Cavalcade                                    | Жюль            |
| 2005      | ф   | Дитя                                 | L'enfant                                     | Брюно           |
| 2006      | ф   | Диккенек                             | Dikkenek                                     | Грег            |
| 2006      | ф   | Частная собственность                | Nue propriété                                | Тьерри          |
| 2006      | ф   | Честная игра                         | Fair Play                                    | Александр       |
| 2006      | ф   | Президент                            | Président                                    | Матье           |
| 2007      | ф   | Искупление                           | Atonement                                    | Люк Корнет      |
| 2007      | с   | Новеллы Ги Де Мопассана              | Chez Maupassant                              |                 |
| 2008      | ф   | Виновная                             | Coupable                                     | Люсьен          |
| 2008      | ф   | Летнее время                         | L'heure d'été                                | Жереми          |
| 2008      | ф   | Залечь на дно в Брюгге               | In Bruges                                    | Эйрик           |
| 2008      | ф   | Молчание Лорны                       | Le silence de Lorna                          | Клоди Моро      |
| 2009      | ф   | Удача винодела                       | The Vintner's Luck                           | Собран          |
| 2009      | ф   | Завтра на рассвете                   | Demain dès l'aube                            | Поль            |
| 2009      | ф   | Свадебный торт                       | Pièce montée                                 | Венсан          |
| 2010      | ф   | Отчаянная домохозяйка                | Potiche                                      | Лоран Пуйоль    |
| 2010      | кор | Три кошки                            | Trois chats                                  |                 |
| 2011      | ф   | Приключения Филибера                 | Les aventures de Philibert, capitaine puceau | Филибер         |
| 2011      | ф   | Мальчик с велосипедом                | Le Gamin au vélo                             |                 |
| 2012      | ф   | Владения                             | Possessions                                  | Брюно Карон     |
| 2012      | ф   | Мой путь                             | Cloclo                                       | Клод Франсуа    |
| 2012      | ф   | Белый слон                           | Elefante blanco                              | Жеронимо        |
| 2014      | ф   | Сен-Лоран. Стиль — это я             | Yves Saint Laurent                           | Пьер Берже      |
| 2015      | ф   | Ни на небесах, ни на земле           | Ni le ciel ni la terre                       | Антарес Бонасье |
| 2016      | ф   | Вечность                             | Éternité                                     | Анри            |
| 2016      | ф   | Неизвестная                          | La Fille inconnue                            | отец Брайана    |
| 2017      | ф   | Двуличный любовник                   | L'Amant double                               | Поль            |
| 2020      | ф   | Слалом                               | Slalom                                       | Фред            |
| 2020      | ф   | Безумная любовь                      | Amour fou                                    | Роман           |
| 2022      | ф   | Шрамы Парижа                         | Novembre                                     | Марко           |